# Andrzej Beryt

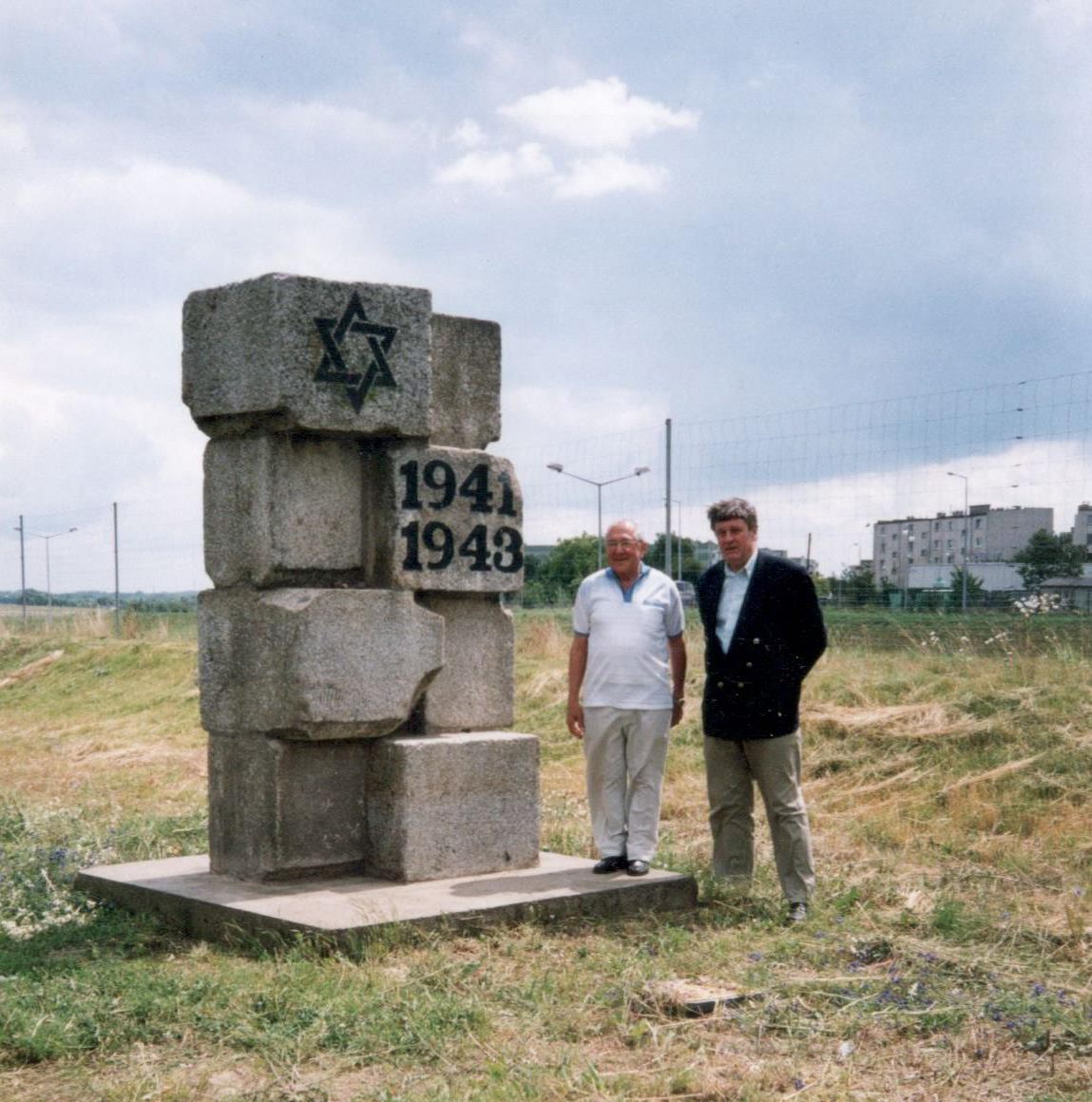
Andrzej Beryt przed pomnikiem w Żabikowie

Andrzej Beryt (ur. 11 lipca 1938 w Poznaniu, zm. 6 stycznia 2021) – polski historyk sztuki i muzealnik, popularyzator wiedzy o II wojnie światowej. 
Pochodził z asymilowanej rodziny żydowskiej. Podczas okupacji niemieckiej rodzina, po wyrzuceniu z domu, trafiła do niemieckiego obozu przesiedleńczego na Głównej w Poznaniu, później została wysiedlona do Mielca w Generalnym Gubernatorstwie. Brat Zdzisław Beryt został aresztowany w 1942 roku, matka, na skutek przeżyć okupacyjnych zmarła w 1943. 

## Edukacja
Ukończył Technikum Budowlane, a następnie historię sztuki na Uniwersytecie im. Adama Mickiewicza w Poznaniu.  
Pracował w Instytucie Technologii Drewna, przedsiębiorstwie Robót Kolejowych, Przedsiębiorstwie Państwowym Pracownie Konserwacji Zabytków w Poznaniu.  
Ukończył także podyplomowe studium muzeologiczne na Uniwersytecie Jagiellońskim. Bogate doświadczenie zawodowe i wykształcenie kierunkowe wykorzystywał w twórczej pracy muzealnika. 

## Praca zawodowa
Był realizatorem w początkowym etapie powstawania Muzeum Martyrologii Wielkopolan – Fort VII, stworzonego z inicjatywy byłych więźniów i władz miejskich oraz wojewódzkich, a od 1976 współtwórcą powstania Muzeum Martyrologicznego w Żabikowie dawnego niemieckiego nazistowskiego obozu karno-śledczego). Od 1976 roku zagospodarował tereny i budynki tych placówek muzealnych. Jako wieloletni dyrektor Muzeum w Żabikowie organizował wystawy, spotkania z byłymi więźniami i organizacjami kombatanckimi (Szare Szeregi, Armia Krajowa), w latach 2000 rozbudował placówkę. Pod jego kierownictwem pracownicy Muzeum zebrali i zinwentaryzowali kilkadziesiąt tysięcy dokumentów dotyczących byłych więźniów, propagowali wiedzę o wydarzeniach na terenie Wielkopolski w czasach II wojny światowej przez publikacje i spotkania z młodzieżą, m.in. na workcampach, gdzie młodzi ludzie z wielu krajów razem czyścili i opisali fragmenty macew, które trafiły do Muzeum. 
W związku z opieką sprawowaną przez Muzeum nad pozostałościami byłego niemieckiego obozu pracy przymusowej dla Żydów, który znajdował się w pobliżu, Andrzej Beryt odnajdywał i zabezpieczał żydowskie nagrobki lub ich fragmenty znalezione na terenie Poznania i okolic, najczęściej w pobliżu dawnego cmentarza żydowskiego przy ul. Głogowskiej. Według jego pomysłu z części zgromadzonych macew utworzono lapidarium w formie menory, w kwaterze żydowskiej cmentarza Miłostowo.
W 1983 podarował granit, z którego powstał pomnik pamięci Żydów pracujących przy budowie autostrady w latach 1941–1943. Pomnik odsłonięto w 40. rocznicę Powstania w Getcie Warszawskim na terenie Muzeum Martyrologicznego w Żabikowie. Był zaangażowany w budowę pomnika Ofiar obozu pracy dla Żydów w Poznaniu, przy stadionie miejskim powstałego z inicjatywy władz Poznania i Komitetu Ochrony Pamięci Walk i Męczeństwa w Poznaniu.
Pracując w Muzeum pełnił również funkcję specjalisty w Głównej Komisji Badania Zbrodni Hitlerowskich IPN w Warszawie i starszego inspektora w Wojewódzkim Komitecie Ochrony Pamięci Walk i Męczeństwa w Poznaniu.
Był dyrektorem poznańskiej filii Gminy Wyznaniowej Żydowskiej w Katowicach i wiceprzewodniczącym (Niezależnej) Izraelickiej Gminy Wyznaniowej w Poznaniu (założonej w 1998, rozwiązanej z inicjatywy Związku Gmin Wyznaniowych Żydowskich w Rzeczypospolitej Polskiej w 2014.)
Był członkiem, czasem też założycielem, wielu organizacji zajmujących się sztuką, zabytkami, historią oraz żydowską kulturą i religią. Jako członek Stowarzyszenia Żydów Kombatantów i Poszkodowanych w II Wojnie Światowej uczestniczył w programach edukacyjnych dla niemieckich uczniów, organizowanych przez Maximilian-Kolbe-Werk. Brał też regularnie udział w spotkaniach Stowarzyszenia Dzieci Holocaustu w Polsce. 
Na emeryturę przeszedł 14 lipca 2009. Z tej okazji w żabikowskim muzeum urządzono okolicznościową wystawę prezentującą jego dorobek. 
Pogrzeb odbył się 20 stycznia 2021 na cmentarzu Miłostowo w Poznaniu.